# Unare videodifficultatis
Unare videodifficultatis is een hooiwagen uit de familie Zalmoxioidae.